# Kiki Keren-Huss
Kiki Keren-Huss (* 1955 in Tel Aviv) ist eine israelische Komponistin.

## Leben
Keren-Huss studierte an der Rubin-Musikakademie und der Hebräischen Universität in Jerusalem und war Kompositionsschülerin von Abel Ehrlich. Sie unterrichtet Komposition und Filmmusik an der Musrara School for Photography, New Media and New Music und am David Yelin College.
Neben kammermusikalischen Werken komponierte Keren-Huss u. a. drei Kammeropern, Filmmusiken und elektroakustische Musik und schuf Klangkunstwerke, teils in Zusammenarbeit mit Tänzern und visuellen Künstlern. Ihre Kompositionen wurden u. a. bei der Israelischen Biennale für zeitgenössische Musik, den Israelischen Musiktagen in Jerusalem und dem Sonic Circuits Festival für elektronische Musik des American Composers Forum aufgeführt. Zwei Werke für Klavier und Elektronik widmete sie dem Pianisten Ora Rotem-Nelken.

## Werke
- One Day, Kammeroper, 1991
- Butterflies are Flowers that Fly from a Tree… für zwei Frauenstimmen, Trompete und Viola, 1994
- And They lived Happily Ever After… für Mezzosopran, Bariton, Flöte, Fagott, Trompete, Viola, Kontrabass und Perkussion, 1998
- Dreams für Mezzosopran, Bariton, Flöte, Trompete, Kontrabass und Marimba, 1999
- Mi; für Violine und Tonband, 2000
- A Non-Tale about a Woman, a Man, a man and a Man, Musiktheater, 2000
- 27.1.2002-3.3.2002, Klangtagebuch, 2002
- For a Birthday für Klavier, 2003
- Here, There, Inside & Out für Streichquartett und Tonband, 2003
- Every Day When I… für Streichquartett, Ud, arabische Violine, Qanun und Perkussion, 2004
- Four Poems, elektroakustisches Werk nach Gedichten von Dalia Rabikovich, Rainer Maria Rilke, Marina Zwetajewa und Siham Daoud, 2004
- Surgical Operation, Musik zum Film von Ariane Littman, 2004
- A Lullaby für Kontrafagott und Tonband, 2005
- The four elements: Air, water, fire, earth, elektroakustische Komposition, 2005
- Beaten Gold, Musik zum Film von Raya Tuchman, 2005
- For Ora – A Sound Maybe… für Klavier und Tonband, 2006
- What I Heare, Here and There für Klavier und Tonband, 2006
- Summer 2006. War für Violine, Kontrafagott und Elektronik, 2006
- Transitions, Musik zum Film von Batya Schachter, 2006
- Donald Duck’s Dream, interaktive Klanginstallation (mit Ariane Littman und Reuven Zahavi), 2006
- Lavender Blue für Cello und Kontrabass, 2007
- All Together Now, Musiktheater für 5 bis 7 Darsteller, 2007
- Mi\Me, Kammeroper, 2007
- Alone für Cello solo, 2010